# Armed Forces Medical College

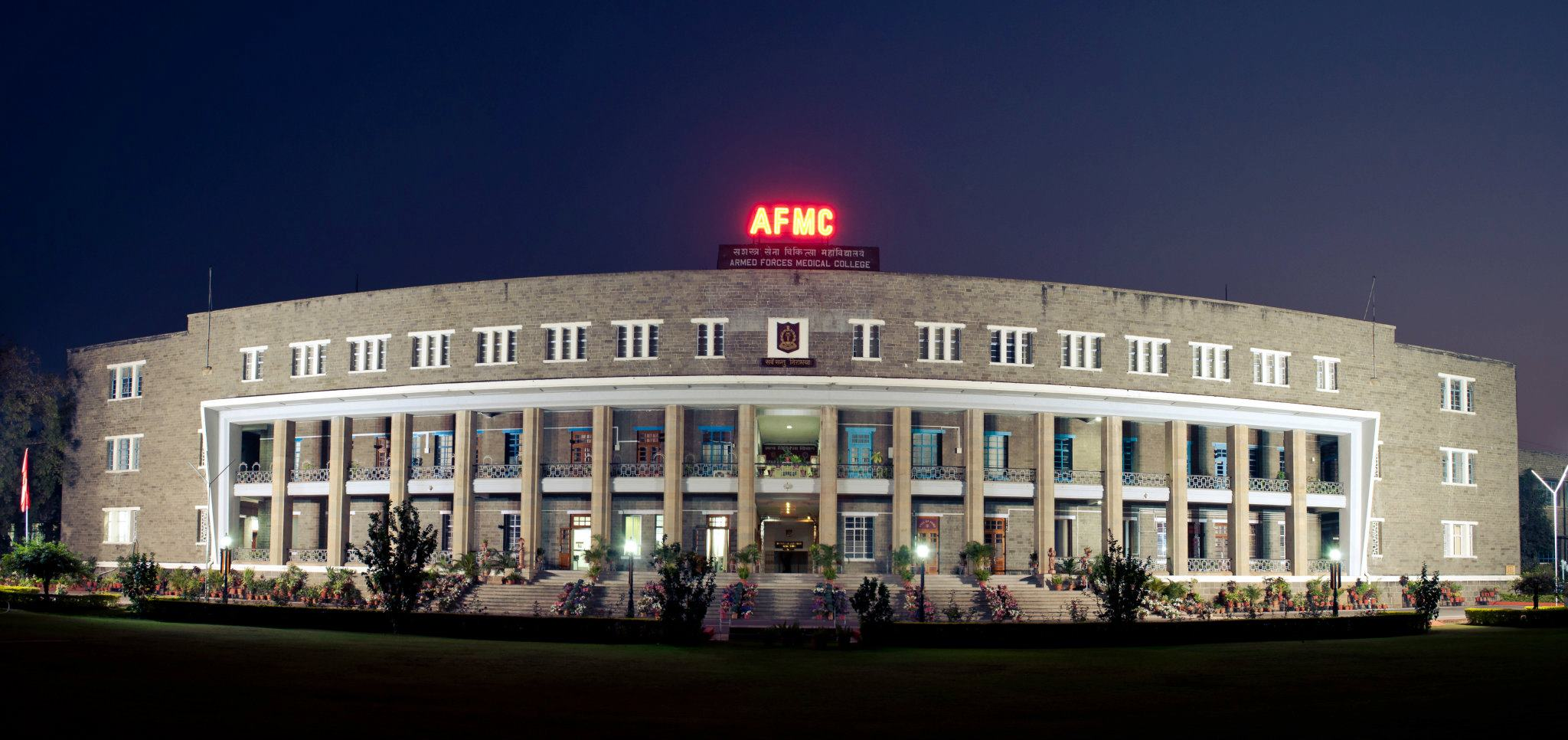
Armed Forces Medical College Main Building

Armed Forces Medical College (AFMC) är ett universitet i den indiska staden Pune i delstaten Maharashtra. AFMC etablerades 1948.